# Solenopsis aurea
Solenopsis aurea, numită în mod obișnuit furnică de foc de aur, este o specie de furnică originară din sud-vestul Statelor Unite ale Americii și Nordul Mexicului. Muncitorii au o colorație aurie pal, cu pete maro ocazionale.